# Баритон
Барито́н (итал. baritono, от др.-греч. βαρύτονος — низкозвучащий, от βαρύς — тяжёлый и τόνος — тон) — средний мужской певческий голос, по высоте средний между тенором и басом. Диапазон баритона: Ля — ля1 (ля большой октавы — ля первой октавы (до диез, ре, ре диез, ми первой октавы) 110—440 Гц. Различают лирический баритон, лирико-драматический, драматический баритон, бас-баритон.

## Разновидности
Тенор-баритон (Bariton martin, от певца Ж. Мартена) — тип, скорее являющийся подвидом тенора (тенор с баритональным тембром, баритональный тенор), часто имеет проблемы с теноровым верхом, выше ля первой октавы. Для певца с таким типом голоса (например, австрийский певец Г. Маришка), сочинены многие главные партии в опереттах И. Кальмана (Мистер Икс в «Принцессе цирка», Эдвин в «Королеве чардаша», Тассило в «Марице» и т. д.).
Лирический баритон — голос, звучащий легко, лирично, но типично баритонального оттенка. Партии, написанные для этого голоса, имеют наиболее высокую тесситуру.
Лирико-драматический баритон, обладающий светлым, ярким тембром и значительной силой, может исполнять как лирические, так и драматические партии.
Драматический баритон — голос более тёмного звучания, большой силы, мощного звучания на центральном и верхнем участках диапазона. Партии драматического баритона более низкие по тесситуре, но в моменты кульминации поднимаются и до предельных верхних нот.
Бас-баритон — это промежуточный голос, обладающий характерными чертами как баса, так и баритона — обычно имеет менее свободный верх, массивные, по сравнению с «нормальным» баритоном, нижние ноты (по фа большой октавы). Характерны мощным, иногда напряжённым, звучанием в центральном регистре. Традиционный репертуар: Вотан в «Валькирии» и Голландец в «Летучем Голландце» (Р. Вагнер), Фигаро в «Севильском цирюльнике», Дон Жуан в «Дон Жуане» (В. А. Моцарт), Игорь Святославич в «Князе Игоре», Томский в «Пиковой даме».

## Список оперных партий для баритона (неполный)
- Беллини: сэр Ричард Форт («Пуритане»)
- Берг: Воццек («Воццек»)
- Бизе: Эскамильо («Кармен»), Зурга («Искатели жемчуга»)
- Бородин: Князь Игорь («Князь Игорь»)
- Вагнер: Вольфрам фон Эшенбах («Тангейзер»), Тельрамунд («Лоэнгрин»), Курвенал («Тристан и Изольда»), Альберих («Золото Рейна», «Зигфрид», «Гибель богов»), Доннер («Золото Рейна»), Гюнтер («Гибель богов»), Бекмессер («Нюрнбергские мейстерзингеры»), Амфортас («Парсифаль»)
- Верди: Набукко («Набукко») — первая, собственно баритоновая, роль; дон Карлос («Эрнани»), Макбет («Макбет»), Риголетто («Риголетто»), Жорж Жермон («Травиата»), Амонасро («Аида»), Яго («Отелло»), граф ди Луна (Трубадур), сэр Джон Фальстаф, Форд («Фальстаф»), Ренато («Бал-маскарад»)
- Гуно: Валентин («Фауст»), Меркуцио («Ромео и Джульетта»),
- Дебюсси: Голо («Пеллеас и Мелизанда»)
- Доницетти: доктор Малатеста («Дон Паскуале»), Белькоре («Любовный напиток»), лорд Генрих Астон («Лючия ди Ламмермур»)
- Леонкавалло: Тонио, Сильвио («Паяцы»)
- Магомаев: Аслан шах («Шах Исмаил»)
- Масканьи: Альфио («Сельская честь»)
- Массне: Леско («Манон»)
- Моцарт: граф Альмавива, Фигаро («Свадьба Фигаро»), Дон Жуан («Дон Жуан»), Папагено («Волшебная флейта»)
- Мусоргский: Шакловитый («Хованщина»), Андрей Щелкалов, Рангони («Борис Годунов»)
- Прокофьев: Андрей Болконский («Война и мир»)
- Пуччини: Марсель («Богема»), Скарпиа («То́ска»), Шарплес («Мадам Баттерфляй»), Пинг, Мандарин («Турандот»), Леско («Манон Леско»)
- Рахманинов: Алеко («Алеко»)
- Римский-Корсаков: Мизгирь («Снегурочка»), Голова («Ночь перед Рождеством»), Веденецкий гость («Садко»), Грязной («Царская невеста»)
- Россини: Фигаро («Севильский цирюльник»), Вильгельм Телль («Вильгельм Телль»)
- Рубинштейн: Демон («Демон»)
- Чайковский: Евгений Онегин («Евгений Онегин»), Мазепа («Мазепа»), Бес («Черевички»), Елецкий, Томский («Пиковая дама»), Роберт, Эбн-Хакиа («Иоланта»)
- Штраус: Иоканаан («Саломея»)